# Équipe d'Algérie masculine de handball au Championnat du monde 1995
L'équipe d'Algérie masculine de handball au Championnat du monde 1995 participe à ses 5e Championnat du monde lors de cette édition 1995 qui se tient en Islande du 7 au 21 mai 1995.
Grâce à sa victoire face au Danemark lors de son premier match puis face au Japon, l'Algérie se qualifie pour les huitièmes de finale où elle est battue par la Suède.

## Phase préliminaire

### Classement final
|   | Équipe    | Pts | J | G | N | P | Bp  | Bc  | Diff | Dép |
| - | --------- | --- | - | - | - | - | --- | --- | ---- | --- |
| 1 | Allemagne | 10  | 5 | 5 | 0 | 0 | 128 | 93  | 35   | -   |
| 2 | Roumanie  | 6   | 5 | 3 | 0 | 2 | 121 | 121 | 0    | +1  |
| 3 | France    | 6   | 5 | 3 | 0 | 2 | 122 | 108 | 14   | -1  |
| 4 | Algérie   | 4   | 5 | 2 | 0 | 3 | 103 | 113 | -10  | +1  |
| 5 | Danemark  | 4   | 5 | 2 | 0 | 3 | 126 | 117 | 9    | -1  |
| 6 | Japon     | 0   | 5 | 0 | 0 | 5 | 101 | 149 | -48  | -   |

| 8 mai 20h00  | Danemark  | 24 | 25 | Algérie  |
| 10 mai 15h00 | Algérie   | 21 | 23 | France   |
| 11 mai 15h00 | Japon     | 18 | 20 | Algérie  |
| 13 mai 14h00 | Allemagne | 24 | 15 | Algérie  |
| 14 mai 20h00 | Algérie   | 22 | 24 | Roumanie |

### Résultats détaillés
| 8 mai 1995 20h00 | Danemark | 24 – 25       | Algérie | Digranes, Kópavogur Affluence : 1 100 Arbitrage : Broman, Blademo Évolution du score : 0:1, 1:1, 1:4, 6:4, 6:10, 9:11, 9:16 (mi-temps), 12:16, 16:17, 17:19, 20:21, 21:23, 23:23, 23:25, 24:25. |
| 8 mai 1995 20h00 | Nikolaj Bredahl Jacobsen 10 Christian Hjermind 6/3 Claus Jacob Jensen 3 Rene Boeriths 3 Kim Keller Christensen 1 Jan Jørgensen 1 Arrêts : Christian Stadl Hansen 10 Peter Norklit Larsen 10/1 | (9–16)        | Abdelghani Loukil 5 Aouachria Redouane 4 Sadi Redouane 4 Salim Nedjel 3/1 Rouabhi Nabil 3 Abdeldjalil Bouanani 3 Salim Sofiane Abes 3 Arrêts : Sofiane Elimam 6 Karim El-Mahouab 7 | Digranes, Kópavogur Affluence : 1 100 Arbitrage : Broman, Blademo Évolution du score : 0:1, 1:1, 1:4, 6:4, 6:10, 9:11, 9:16 (mi-temps), 12:16, 16:17, 17:19, 20:21, 21:23, 23:23, 23:25, 24:25. |
| 8 mai 1995 20h00 | ×5 | Report mbl.is | ×3 | Digranes, Kópavogur Affluence : 1 100 Arbitrage : Broman, Blademo Évolution du score : 0:1, 1:1, 1:4, 6:4, 6:10, 9:11, 9:16 (mi-temps), 12:16, 16:17, 17:19, 20:21, 21:23, 23:23, 23:25, 24:25. |

| 10 mai 1995 15h00 | Algérie | 21 – 23                    | France | Digranes, Kópavogur Affluence : 100 Arbitrage : Arnaldsson, Erlingsson Évolution du score : 0:2, 2:2, 3:6, 5:10, 7:11, 9:12 (mi-temps), 11:16, 17:19, 20:19, 20:22, 21:22, 21:23. |
| 10 mai 1995 15h00 | Redouane Aouachria 6 Abdelghani Loukil 5/1 Salim Nedjel 4/1 Djalil Bouanani 2 Sofiane Abbas 2 Redouane Saidi 1 Nabil Rouabhi 1 Arrêts : Sofiane Elimam 2/1, Hamid Karim El-Maouhab 4. | (9–12)                     | Guéric Kervadec 7 Stéphane Stoecklin 6/1 Frédéric Volle 5/1 Denis Lathoud 1 Jackson Richardson 1 Grégory Anquetil 1 Éric Quintin 1 Laurent Munier 1 Arrêts : Christian Gaudin 9 | Digranes, Kópavogur Affluence : 100 Arbitrage : Arnaldsson, Erlingsson Évolution du score : 0:2, 2:2, 3:6, 5:10, 7:11, 9:12 (mi-temps), 11:16, 17:19, 20:19, 20:22, 21:22, 21:23. |
| 10 mai 1995 15h00 | ×7 | Rapport EHF Rapport mbl.is | ×4 | Digranes, Kópavogur Affluence : 100 Arbitrage : Arnaldsson, Erlingsson Évolution du score : 0:2, 2:2, 3:6, 5:10, 7:11, 9:12 (mi-temps), 11:16, 17:19, 20:19, 20:22, 21:22, 21:23. |

| 11 mai 1995 15h00 | Japon | 18 – 20       | Algérie | Digranes, Kópavogur Affluence : 300 Arbitrage : Brosio, Zavorotny Évolution du score : 1:4, 7:4, 7:8, 7:9 (mi-temps), 11:11, 13:11, 16:13, 16:15, 18:15, 20:18. |
| 11 mai 1995 15h00 | Masahiro Sueoka 6 Tsuyoshi Nakayama 4 Akihiro Norimoto 4/1 Noriaki Hotta 2 Masanori Iwamoto 1 Eiji Tomimoto 1 Arrêts : Yukihiro Hashimoto 16/3 | (7–9)         | Hammou Salim Nedjel 11/1 Abdelghani Loukil 2 Abdeldjalil Bouanani 2 Mahmoud Bounik 2 Sofiane Khalfallah 2 Redouane Saidi 1 Arrêts : Karim El-Mahouab 6/2 Sofiane Elimann 2. | Digranes, Kópavogur Affluence : 300 Arbitrage : Brosio, Zavorotny Évolution du score : 1:4, 7:4, 7:8, 7:9 (mi-temps), 11:11, 13:11, 16:13, 16:15, 18:15, 20:18. |
| 11 mai 1995 15h00 | ×7 | Report mbl.is | ×8 | Digranes, Kópavogur Affluence : 300 Arbitrage : Brosio, Zavorotny Évolution du score : 1:4, 7:4, 7:8, 7:9 (mi-temps), 11:11, 13:11, 16:13, 16:15, 18:15, 20:18. |

| 13 mai 1995 14h00 | Allemagne | 24 – 15       | Algérie | Laugardalshöll, Reykjavik Affluence : 2 200 Arbitrage : Brussel, Van Dongen Évolution du score : 2:0, 4:3, 7:5, 10:8 (mi-temps), 13:8, 13:10, 19:10, 20:12, 22:13, 23:15, 24:15. |
| 13 mai 1995 14h00 | Vigindas Petkevicius 5/3, Stefan Kretzschmar 4, Christian Schwarzer 4, Wolfgang Schwenke 3, Jan Fegter 3, Jörg Kunze 3/1, Volker Zerbe. Arrêts : Jan Holpert 12 | (10–8)        | Mahmoud Bouanik 3, Sofiane Salim Abes 3, Salim Nedjel 3/3, Abdelghani Loukil 2, Redouane Aouachria 1, Nabil Rouabhi 1, Redouane Saidi 1, Sofiane Khalfallah 1/1. Arrêts : Hamid Karim El-Maouhab 7. | Laugardalshöll, Reykjavik Affluence : 2 200 Arbitrage : Brussel, Van Dongen Évolution du score : 2:0, 4:3, 7:5, 10:8 (mi-temps), 13:8, 13:10, 19:10, 20:12, 22:13, 23:15, 24:15. |
| 13 mai 1995 14h00 | ×6 ×1* | Report mbl.is | ×7 ×1* | Laugardalshöll, Reykjavik Affluence : 2 200 Arbitrage : Brussel, Van Dongen Évolution du score : 2:0, 4:3, 7:5, 10:8 (mi-temps), 13:8, 13:10, 19:10, 20:12, 22:13, 23:15, 24:15. |

Cartons rouges : Mike Fuhrig (Allemagne) pour 3 exclusions temporaires et Salim Nedjel pour faute grossière (direct).
| 14 mai 1995 20h00 | Algérie | 22 – 24       | Roumanie | Digranes, Kópavogur Affluence : 500 Arbitrage : Brosio, Zavorotny Évolution du score : 0:1, 3:2, 3:5, 7:6, 7:10 (mi-temps), 8:12, 10:15, 12:17, 18:19, 21:21, 22:24 |
| 14 mai 1995 20h00 | Mahmoud Bouanik 6 Nabil Rouabhi 4 Salim Nedjel Hammou 6/1 Redouane Aouachria 3 Sofiane Khalfallah 2 Rachid Cherih 1. Arrêts : Hamid El-Maouhab Karim 9/2 | (7–10)        | Cristian Zaharia 6, Ciprian Besta 6 Alexandru Dedu 4 Gheorghe Răduţă 4/2 Daniel Silviu Coman 2 Robert Licu 1 Ion Mocanu 1. Arrêts : Sorin Toacsen 14 | Digranes, Kópavogur Affluence : 500 Arbitrage : Brosio, Zavorotny Évolution du score : 0:1, 3:2, 3:5, 7:6, 7:10 (mi-temps), 8:12, 10:15, 12:17, 18:19, 21:21, 22:24 |
| 14 mai 1995 20h00 | ×7 | Report mbl.is | ×3 | Digranes, Kópavogur Affluence : 500 Arbitrage : Brosio, Zavorotny Évolution du score : 0:1, 3:2, 3:5, 7:6, 7:10 (mi-temps), 8:12, 10:15, 12:17, 18:19, 21:21, 22:24 |

## Phase finale

### Huitièmes de finale
| 16 mai 1995 20h00 | Suède | 28 – 22       | Algérie | Akureyri Sports Hall, Akureyri Affluence : 300 Arbitrage : Dancescu, Mateescu Évolution du score : 2:0, 2:2, 4:4, 8:7, 11:10, 16:12 (mi-temps), 18:13, 21:18, 24:18, 28:22 |
| 16 mai 1995 20h00 | Ola Lindgren 8, Erik Hajas 5, Staffan Olsson 5, Pierre Thorsson 3, Magnus Andersson 3/2, Per Carlén 2, Tomas Sivertsson 2. Arrêts : Tomas Svensson 17 | (16–12)       | Salim Nedjel 7/2, M. Bouanik 6, A. Bouanani 2, S. Khalfallah 2, A. Loukil 1, R. Aouachria 1, R. Saidi 1, M. Bouziane 1, S.S. Abes 1. Arrêts : Karim Hamid El-Maouhab 16/1 | Akureyri Sports Hall, Akureyri Affluence : 300 Arbitrage : Dancescu, Mateescu Évolution du score : 2:0, 2:2, 4:4, 8:7, 11:10, 16:12 (mi-temps), 18:13, 21:18, 24:18, 28:22 |
| 16 mai 1995 20h00 | ×0 | Report mbl.is | ×4 | Akureyri Sports Hall, Akureyri Affluence : 300 Arbitrage : Dancescu, Mateescu Évolution du score : 2:0, 2:2, 4:4, 8:7, 11:10, 16:12 (mi-temps), 18:13, 21:18, 24:18, 28:22 |

### Places de 9 à 16
| 17 mai 1995 17:15 | Algérie          | 21 – 33 | Corée du Sud | Akureyri Sports Hall, Akureyri Affluence : 468 Arbitrage : Gallego, Lamas Évolution du score : (mi-temps), |
| 17 mai 1995 17:15 | Arrêts :         | (13–16) | Arrêts :     | Akureyri Sports Hall, Akureyri Affluence : 468 Arbitrage : Gallego, Lamas Évolution du score : (mi-temps), |
| 17 mai 1995 17:15 | [ Report mbl.is] |         |              | Akureyri Sports Hall, Akureyri Affluence : 468 Arbitrage : Gallego, Lamas Évolution du score : (mi-temps), |

## Statistiques et récompenses

### Statistiques des joueurs
| Joueur               | Poule | Poule | Poule | Poule | Poule | Phase finale | Phase finale | Total |
| -------------------- | ----- | ----- | ----- | ----- | ----- | ------------ | ------------ | ----- |
| Joueur               |       |       |       |       |       |              |              | Total |
| Salim Nedjel         | 3     | 4     | 11    | 3     | 6     | 7            | 0            | 34    |
| Mahmoud Bouanik      | 0     | 0     | 2     | 3     | 6     | 6            | 0            | 17    |
| Redouane Aouachria   | 4     | 6     | 0     | 1     | 3     | 1            | 0            | 15    |
| Abdel Ghani Loukil   | 5     | 5     | 2     | 2     | 0     | 1            | 0            | 15    |
| Nabil Rouabhi        | 3     | 1     | 0     | 1     | 4     | 0            | 0            | 9     |
| Abdeldjalil Bouanani | 3     | 2     | 2     | 0     | 0     | 2            | 0            | 9     |
| Sofiane Abbas        | 3     | 2     | 0     | 3     | 0     | 1            | 0            | 9     |
| Redouane Saidi       | 4     | 1     | 1     | 1     | 0     | 1            | 0            | 8     |
| Sofiane Khalfallah   | 0     | 0     | 2     | 1     | 2     | 2            | 0            | 7     |
| Rachid Cherih        | 0     | 0     | 0     | 0     | 1     | 0            | 0            | 1     |
| Mohamed Bouziane     | 0     | 0     | 0     | 0     | 0     | 1            | 0            | 1     |
| Total                | 25    | 21    | 20    | 15    | 22    | 22           | 21           | 146   |

NR : non retenu pour le match (seulement 12 joueurs sur la feuille de match, généralement 10 joueurs de champ et 2 gardiens de buts)

### Statistiques des gardiens de buts
| Joueur           | Poule | Poule | Poule | Poule | Poule | Phase finale | Phase finale | Total |
| ---------------- | ----- | ----- | ----- | ----- | ----- | ------------ | ------------ | ----- |
| Joueur           |       |       |       |       |       |              |              | Total |
| Karim El-Mahouab | 7     | 4     | 6     | 7     | 9     | 16           | 0            | 49    |
| Sofiane Elimam   | 6     | 2     | 2     | 0     | 0     | 0            | 0            | 10    |
| Total            | 13    | 6     | 8     | 7     | 9     | 16           | 0            | 59    |

## Navigation